# Sines
Sines is een havenstad en gemeente in het Portugese district Setúbal. Sines ligt op iets meer van honderd kilometer ten zuiden van de hoofdstad Lissabon.
De gemeente heeft een totale oppervlakte van 203 km² en telde 13.577 inwoners in 2001. Sines is de geboortestad van de beroemde Portugese ontdekkingsreiziger Vasco da Gama. 
De volgende freguesias liggen in de gemeente: Porto Covo en Sines.

## Geschiedenis
In de Romeinse tijd was de plaats bekend om de zoutwinning en het transport over zee. Na de Romeinse tijd nam het belang af en de bewoners trokken weg. Tijdens de Arabische bezetting was Sines nagenoeg verlaten.
In de 14e eeuw kwam de plaats opnieuw in de belangstelling. De kwaliteiten van Sines als zeehaven werden wederom ingezien en er kwam kreeg toestemming voor de bouw van een kasteel.
In de 19e eeuw werd een overeenkomst gesloten met Engeland. Engelsen kregen land voor landbouw, waaronder de productie van kurk, en veeteelt. Er kwamen diverse fabrieken voor de verwerking van kurk, dat vervolgens via de haven van Sines werd verscheept. De kurkindustrie, visserij, landbouw en het toerisme waren de belangrijkste bronnen van bestaan tot de jaren 60 van de 20e eeuw.
Begin jaren zeventig werd door de regering van Marcello Caetano flink geïnvesteerd in de industrie en de haven met een stijging van de bevolking als resultaat. De haven kwam in 1978 in gebruik. In de jaren 80 volgde de bouw van een petrochemische complex en terminals voor de over- en opslag van olie, steenkool (vanaf 1985) en nog later vloeibaar aardgas (sinds 2003). In Sines staat de enige raffinaderij van het land, de raffinaderij is onderdeel van Galp Energia.
Sines is uitgegroeid tot de grootste haven van Portugal, ongeveer de helft van alle goederen die over zee wordt aan- of afgevoerd wordt hier overgeslagen. In 2018 was de overgeslagen hoeveelheid vracht bijna 48 miljoen ton. In 2019 werd toestemming verleend voor de bouw van een containerterminal met een capaciteit van drie miljoen containers per jaar.

## Geboren
- Vasco da Gama (1460/1469-1524), ontdekkingsreiziger
- Mário Rui (1991), voetballer

## Galerij

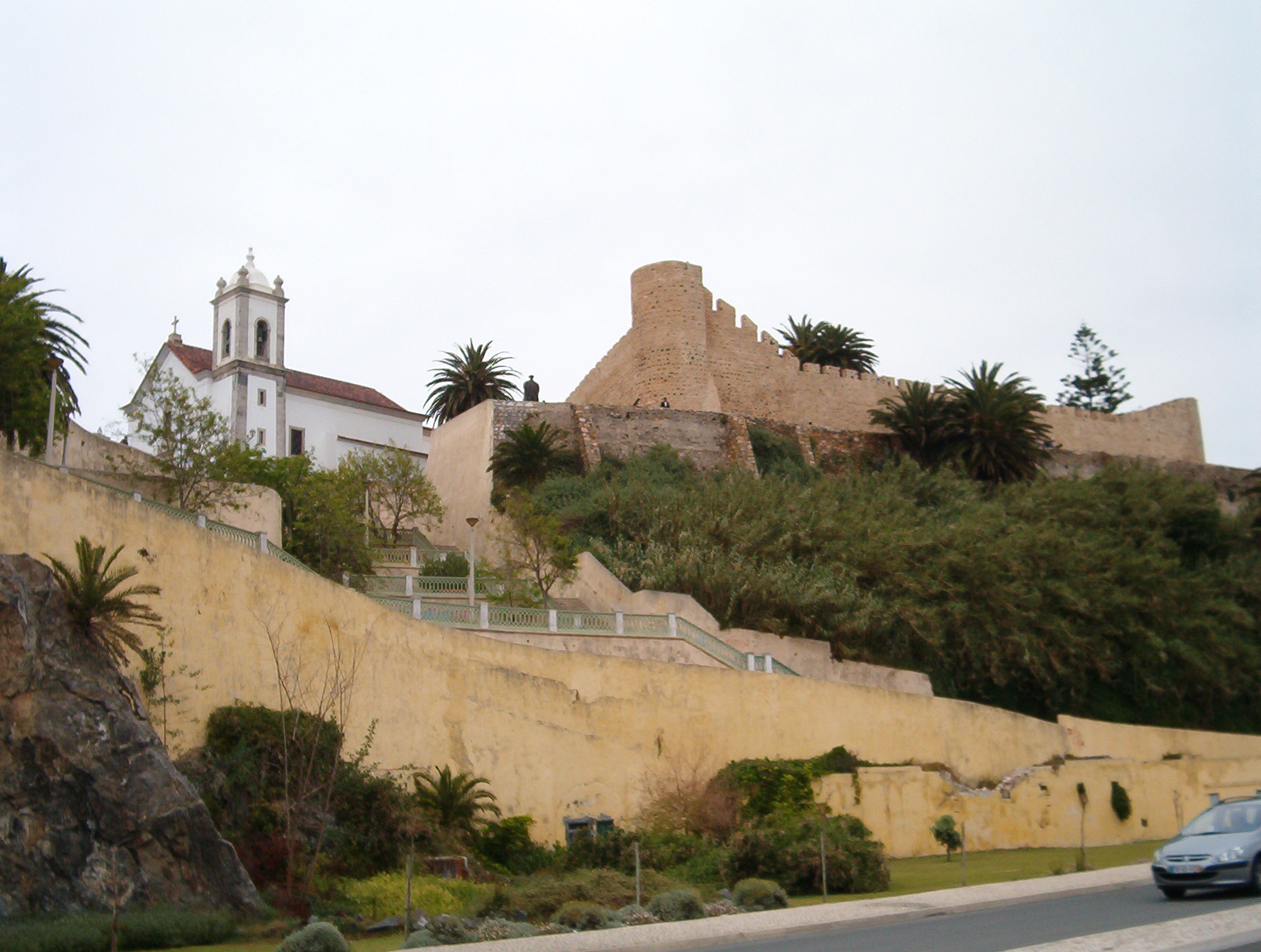
Kasteel van Sines
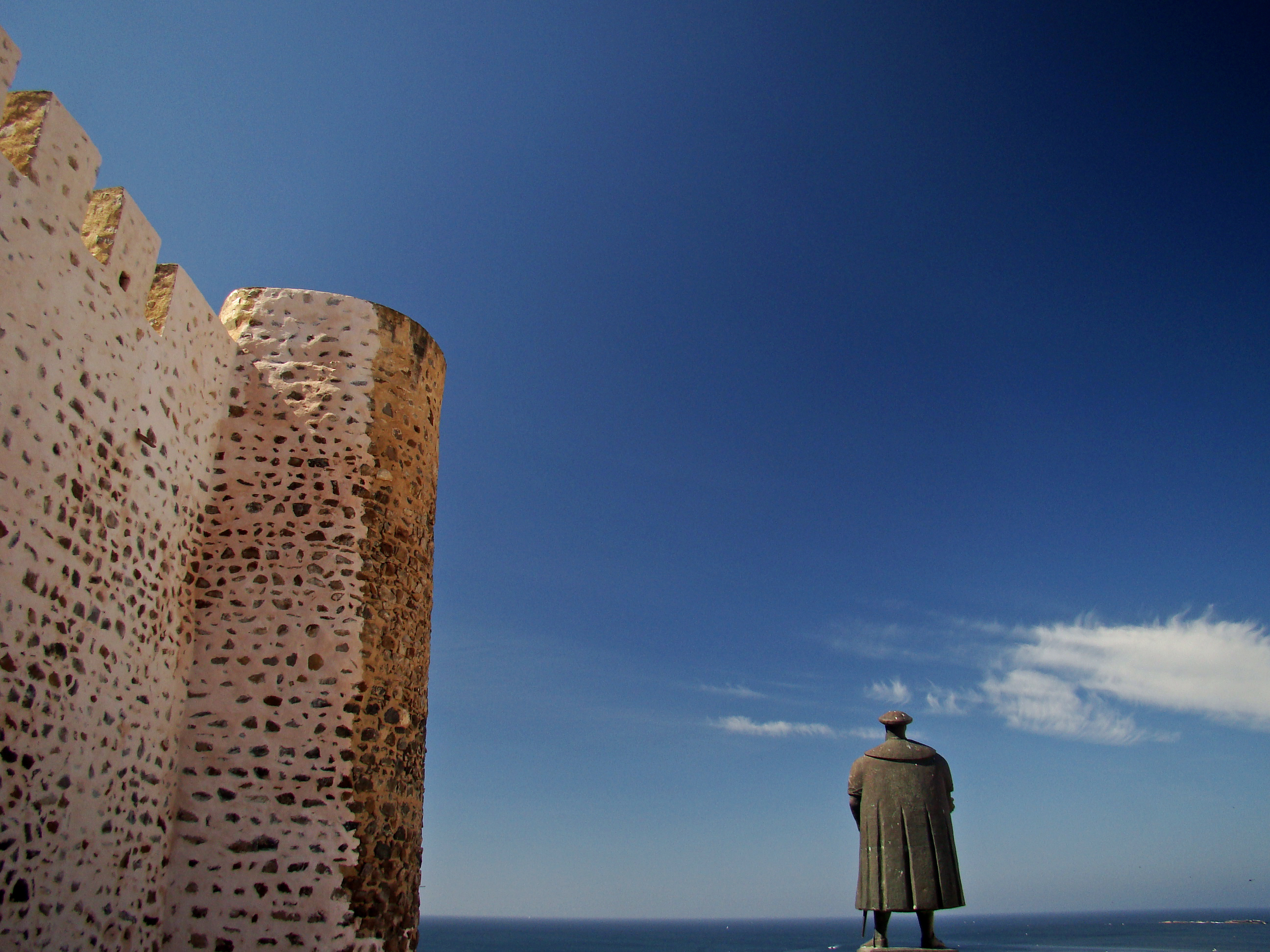
Het kasteel met het beeld van Vasco da Gama
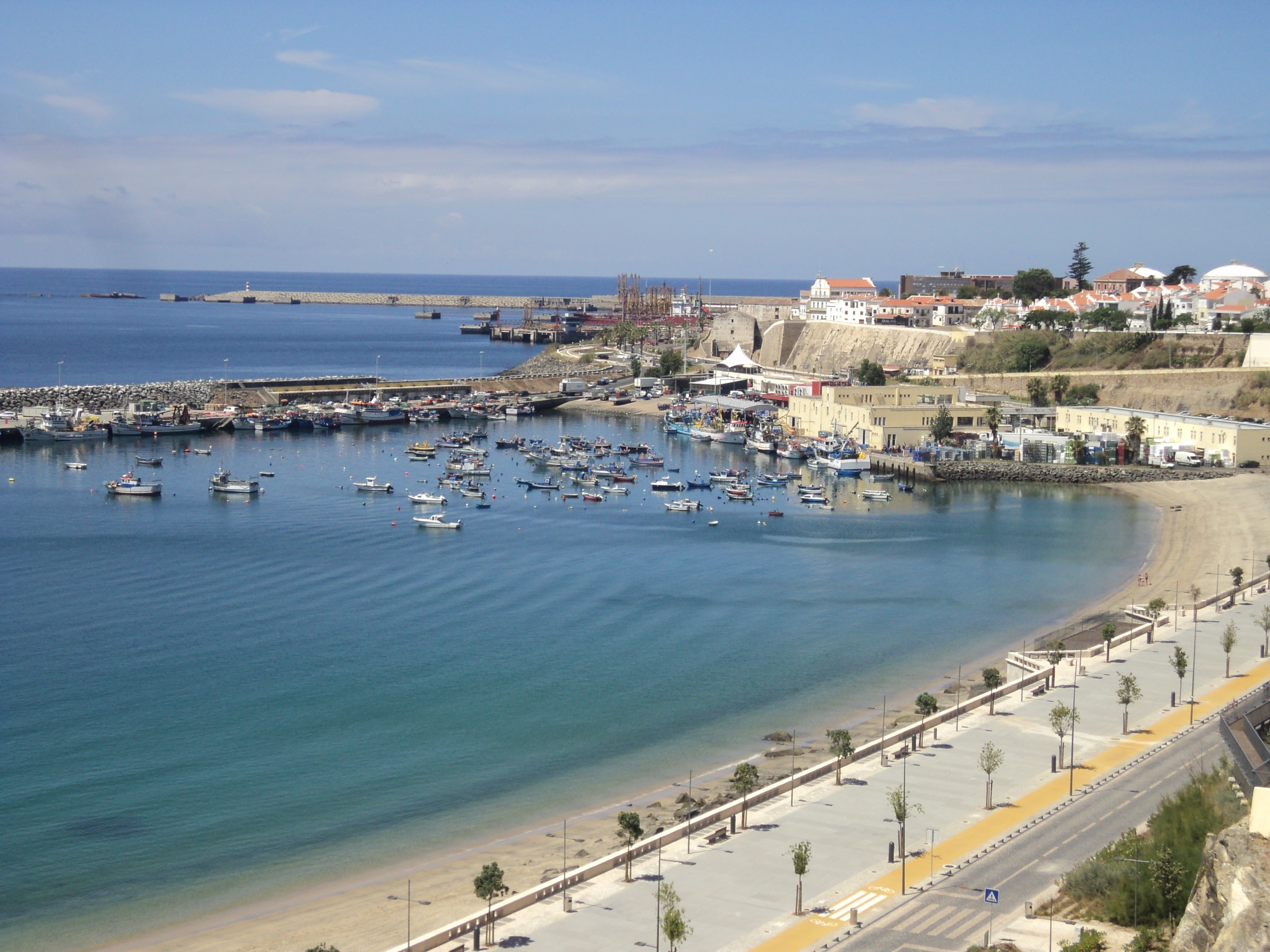
De oude haven
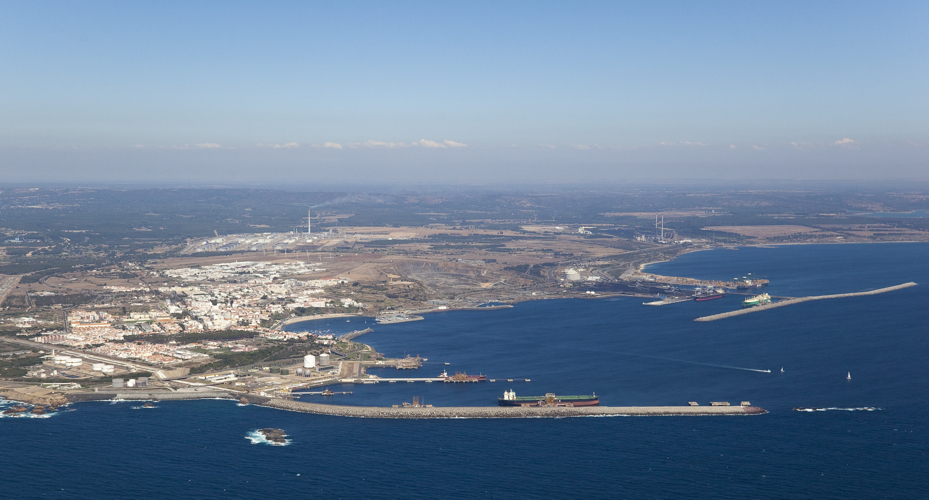
De haven
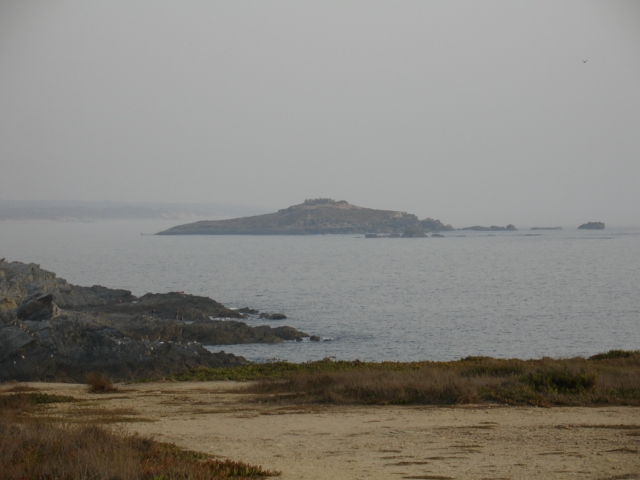
Eiland